# Nam tước
Nam tước (hoặc nữ nam tước nếu là phụ nữ; tiếng Anh: baron hoặc baroness nếu là phụ nữ) là tước hiệu quý tộc hoặc danh hiệu danh dự, thường là cha truyền con nối, ở các quốc gia châu Âu khác nhau, trong hiện tại hoặc trong lịch sử. Thông thường, tước hiệu này thể hiện một quý tộc có cấp bậc cao hơn lãnh chúa hoặc hiệp sĩ, nhưng thấp hơn tử tước hoặc bá tước. Thông thường, các nam tước nắm giữ thái ấp của họ - đất đai và thu nhập của họ - trực tiếp từ quốc vương. Nam tước ít khi là chư hầu của các quý tộc khác. Ở nhiều vương quốc, họ được quyền đội một dạng vương miện nhỏ hơn gọi là coronet.

## Châu Âu lục địa

### Đức
Ở Đức, nam tước được gọi là Freiherr (từ freier Herr: con người tự do), tước vị mà được ban cho tại Đế quốc La Mã Thần thánh hay Đế quốc Đức. Những người Đức mà được gọi là Baron là những người quý tộc Đức ở vùng Baltic mà tước vị được ban cho bởi Nga Hoàng.